# IC 1393
IC 1393 — галактика типу S0 (спіральна галактика) у сузір'ї Козоріг.
Цей об'єкт міститься в оригінальній редакції індексного каталогу.